# Jun Hatanaka
Jun Hatanaka (畑中 純?, Hatanaka Jun; Kokura, 20 marzo 1950 – Chōfu, 13 giugno 2012) è stato un fumettista e incisore giapponese.
Debutta nel mondo del manga nel1977. Due anni dopo la sua opera più nota, Mandaraya no Ryouta (まんだら屋の良太?), inizia ad essere pubblicata su Weekly Manga Sunday (週刊漫画サンデー?, Shūkan Manga Sandē).
Lavora, come insegnante, al Politecnico di Tokyo (東京工芸大学?, Tōkyō Kōgei Daigaku) presso il dipartimento di manga fino alla morte causata da un aneurisma dell'aorta addominale.

## Opere
- Mandaraya no Ryouta (まんだら屋の良太?) (Weekly Manga Sunday, Jitsugyo no Nihon Sha)
- Genkai Yūkyōden Saburōmaru (玄海遊侠伝 三郎丸?) (Weekly Manga Sunday, Jitsugyo no Nihon Sha)
- Hyaku Hachi no Koi (百八の恋?) (Weekly Morning, Kodansha)
- Obake (オバケ?) (Weekly Morning, Kodansha)
- Risō Miya (理想宮?) (Big Gold, Shogakukan)
- Dai Tama Tsukiyo (大多摩月夜?) (Big Gold, Shogakukan)
- Orokamono no Hakuen (愚か者の楽園?) (Shōsetsu Shinchō, Shinchosha)
- Gaki (ガキ?) (Comic Tom, Ushio Shuppan)
- Ryouta (良太?) (Monthly Comic Bingo, Bungeishunjū)
- Gokudō Mon (極道モン?) (Jitsuwajidai, Media Boy)
- Gataro (ガタロ?) (Garo, Seirindō)